# Château de Barbeville
Le château de Barbeville est un édifice situé sur le territoire de la commune de Barbeville dans le département français du Calvados.

## Localisation
Le monument est situé dans le département français du Calvados, à Barbeville.

## Historique
Le château actuel date du XVIIIe siècle. 
Il remplace sans doute un édifice antérieur du fait de la présence de douves.
La famille de Courseulles achète le domaine au seigneur de Léaupartie le 29 mai 1753.
Les façades et les toitures du château font l'objet d'une inscription comme monument historique depuis le 12 octobre 1972.
La même famille possède toujours le domaine.

## Architecture
Le château est construit en calcaire.
L'édifice est construit en style Louis XV et possède deux ailes de part et d'autre d'un corps central sur sa façade la plus soignée, la méridionale. Un jardin à la française agrémente le domaine.